# Chōdenji Machine Voltes V
Chōdenji Machine Voltes V (jap. 超電磁マシーンボルテスV Chōdenji Mashin Borutesufaibu) – japoński telewizyjny serial anime emitowany od 4 czerwca 1977 do 25 marca 1978 na antenie TV Asahi.

## Fabuła
14 tysięcy lat świetlnych od Ziemi znajduje się planeta Boazan zamieszkana przez rasę humanoidów. Ci z Boazanian, którym wyrastają z głów rogi stanowią szlachtę władającą całym społeczeństwem podczas gdy bezrożni traktowani są niczym ich niewolnicy. Następca tronu cesarskiego, który okazuje się nie mieć rogów, zostaje złapany na tym przez jego materialistycznego i okrutnego kuzyna Zambajila, który pozbywa się go i przejmuje władzę. Po zorganizowaniu buntu, dziedzic ledwo uchodzi z życiem wsiadając w statek kosmiczny i lądując na Ziemi, gdzie zaopiekowała się nim ludzka kobieta z którą się żeni i ma trójkę synów. Przewidując zamiary podboju innych światów przez Zambajila, przyjmuje on nazwisko Kentarō Gō i wraz z ziemskimi naukowcami i siłami obrony tworzy pięć gigantycznych maszyn zdolnych połączyć się w robota o nazwie Voltes V. Dziesięć lat później dowodzeni przez księcia Heinela Boazanianie zaatakowali Ziemię. Aby ich powstrzymać, profesor Hamaguchi zbiera trójkę synów Kentarō - Ken'ichiego, Daijirō i Hiyoshiego - oraz dwójkę innych młodych ludzi - Megumi Okę i Ippeia Mine. Piątka staje się pilotami robota i ma za zadanie odeprzeć inwazję oraz odnaleźć porwanego Kentarō.  

## Obsada
- Ken'ichi Gō: Yukinaga Shiraishi
- Daijirō Gō: Tesshō Genda
- Hiyoshi Gō, Ri Katherine: Noriko Ohara
- Ippei Mine: Kazuyuki Sogabe
- Megumi Oka: Miyuki Ueda
- Heinel: Osamu Ichikawa
- Mitsuyo Gō: Takako Kondo
- Kentarō Gō / La Gour: Yū Mizushima
- Profesor Hamaguchi. Generał Doir: Seizō Katō
- Profesor Sakunji, Książę Zaki: Tamio Ōki
- Generał Oka, Zuhl: Hiroshi Masuoka
- Generał Dange: Hisashi Katsuta
- Zambajil: Mikio Terashima
- Rui Jangal: Mikio Terashima
- Do Bergan: Kenji Utsumi
- Generał Gururu: Ryūsuke Shiomi